# Karl Leopold von Belderbusch
Graf Karl Leopold von Belderbusch, eigentlich der Heyden, (* 1749 in Montzen; † 26. Januar 1826 in  Paris) war Staatsmann und politischer Schriftsteller, Neffe des kurkölnischen Politikers Caspar Anton von Belderbusch.

## Leben
Belderbusch war Mitglied der Familie Von der Heyden, genannt Belderbusch, und stammte aus dem Herzogtum Limburg unweit von Aachen. Der Vater war der kurpfälzische Kammerherr Maximilian Wilhelm von der Heyden genannt Belderbusch. Seine Mutter war Johanna Ambrosina Gräfin von Satzenhofen.
Karl Leopold von Belderbusch war Geheimer Rat, Hof- und Regierungsvizepräsident des Kölner Kurfürsten, dann mehrere Jahre dessen Gesandter am französischen Hof. Vertrieben von der französischen Revolution privatisierte er zunächst auf seinen Gütern bei Aachen, u. a. Burg Streversdorp.
Nach der Vereinigung Belgiens mit Frankreich war er Abgesandter der neuen Provinzen bei Napoleon. Dieser ernannte ihn zum Präfekten des Département Oise. Am 5. Februar 1810 wurde er Mitglied im Erhaltungssenat. Napoleon ernannte ihn im selben Jahr zum comte de l’Empire in der Noblesse impériale. Vier Jahre später votiert er für die Absetzung Napoleons und erhält von König Ludwig XVIII. die Naturalisation als Franzose. Seither lebte er in Paris und verfasste mehrere politische Broschüren in französischer Sprache.